# Erik Meijer
Erik Meijer (n. 5 decembrie 1944, Amsterdam, Reichskomisariatul Niederlande) este un om politic neerlandez, membru al Parlamentului European în perioada 1999-2004 din partea Țărilor de Jos.
1. ↑  Deputații în Parlamentul European